# Abraham Constantin Mouradgea d'Ohsson
Constantin Mouradgea d'Ohsson est un diplomate et historien suédois, né à Constantinople le 26 novembre 1779, mort à Berlin le 25 décembre 1851. 

## Biographie
Il est le fils d'Ignace Mouradja d'Ohsson. Son père est, à sa naissance, ministre plénipotentiaire du gouvernement suédois près de la Porte. De bonne heure, d’Ohsson apprend les langues orientales, tout en recevant une instruction solide, particulièrement en philosophie et en histoire. 
Il débute, en 1807, dans la carrière diplomatique en qualité d’envoyé à Berlin, passe au même titre en Espagne en 1808, et, après avoir été attaché à l’ambassade de Paris, de 1810 à 1812, il est successivement ministre plénipotentiaire à La Haye (1816) et à Berlin (1834). 

## Œuvres
Tout en remplissant avec zèle ses fonctions diplomatiques, d’Ohsson a publié plusieurs ouvrages importants et estimés, notamment : Histoire des Mongols (Amsterdam, 1834-1835, 4 vol.), livre extrêmement remarquable et qui jouit d’une grande autorité ; les Peuples du Caucase au Xe siècle (Paris, 1828). On lui doit, en outre, des additions faites au Tableau de l’empire ottoman, ouvrage dû à son père, Mouradgea d’Ohsson.

## Source
« Abraham Constantin Mouradgea d'Ohsson », dans Pierre Larousse, Grand dictionnaire universel du XIXe siècle, Paris, Administration du grand dictionnaire universel, 15 vol., 1863-1890 [détail des éditions].